# Binnenbos
Het Binnenbos is een natuurgebied dat gelegen is in de Antwerpse gemeente Zandhoven, en wel tussen de kom van Zandhoven en die van Pulderbos.
Het gebied bestaat voornamelijk uit ondiepe beekdalen van kleine beken als de Kleine Wilborrebeek, de Pulse Beek, de Kleine Beek en de Dorpsloop. De hoogte bedraagt 6-9 meter.
Het gebied kent vochtige en droge bossen, graslanden, dreven en houtkanten. Ook zijn er brongebieden.
In de omgeving van het Binnenbos liggen domeinen van Kasteel Bautersemhof en het Kasteel van Hovorst. Verder vindt men er de Schoutvorsthoeve.

## Planten en dieren
De plantengroei is rijk met soorten als: bittere veldkers, bosveldkers, bosmuur, boswederik, verspreidbladig goudveil, elzenzegge, zwarte bes, bosandoorn, boszegge, eenbes, reuzenpaardenstaart, gele dovenetel en grote keverorchis. In de vochtige bossen vindt men boskortsteel, groot heksenkruid, gulden boterbloem, muskuskruid, slanke sleutelbloem en gewone vogelkers. De vochtige graslanden worden gekenmerkt door kleine ratelaar, grote ratelaar, knolsteenbreek, paardenbloemstreepzaad, adderwortel, hazenzegge, brede orchis, moerasstreepzaad, moesdistel en gevlekte orchis. Daarnaast zijn er oever- en waterplanten als: middelste waterranonkel, blauw glidkruid, grote egelskop, oeverzegge, scherpe zegge, stijve zegge, gevleugeld sterrenkroos en witte waterkers.
De vogelwereld is vertegenwoordigd met broedvogels als ijsvogel, boomklever, braamsluiper, gekraagde roodstaart, goudhaantje en grauwe vliegenvanger. Tot de zoogdieren behoren: woelrat, bosspitsmuis, veldspitsmuis, egel, mol, haas, konijn, wezel en ree.
Van de reptielen en amfibieën kunnen worden genoemd: hazelworm, levendbarende hagedis, gewone pad, groene kikker en bruine kikker. Vlinders als: groot koolwitje, klein geaderd witje, oranjetip, citroenvlinder en landkaartje worden er gevonden.